# Кильюнен, Киммо
Ки́ммо Ки́льюнен (фин. Kimmo Roobert Kiljunen; род. 13 июня 1951, Руоколахти, Финляндия) — финский политик, член Социал-демократической партии; член финского парламента (1995—2011) (был членом Большого Комитета и членом Комитета по иностранным делам); был председателем муниципалитета Вантаа.

## Биография
В 1973 году окончил Хельсинкский университет, получив степень магистра политологии. Один учебный год (1970) учился в Киевском институте иностранных языков, говорит на русском языке.
С 1975 по 1980 год учился в университете Сассекса (Институт исследований в области развития), получил степень доктора философии.
Доцент Хельсинкского и Йоэнсууского университетов.
До своей карьеры в политике работал для Программы развития ООН в Нью-Йорке и ЮНИСЕФ в Найроби.

### Политическая деятельность
Был депутатом от Социал-демократической партии по избирательному округу Уусимаа.
Был членом Европейской конвенции, разработавшей конституцию Европейского союза. Он был кандидатом на выборах Европейского парламента в 2009 г., получил 26 837 голосов, которых оказалось недостаточно для избрания.
Был вице-председателем ОБСЕ в Парламентской ассамблее Европы и провёл несколько миссий наблюдения выборов в Восточной Европе и Средней Азии.
Возглавлял международную комиссию по расследованию межэтнического конфликта в Кыргызстане в 2010 году. Парламент Кыргызстана позже объявил его персоной нон грата.
Издал несколько книг по финской политике, международным отношениям и развитию. В последнее время сосредоточился на объединении Европы и работе межправительственных организаций.

## Семья
- Жена — Марья-Лииса Кильюнен[англ.], посол Финляндии в Литве и Белоруссии (2008—2012)[3]. Был женат с 1972 года. С 21 октября 2008 года — в разводе.
  - Дочь — Рауха (род. 1974)
  - Сын — Вейкко (род. 1976)
  - Дочь — Рийкка (род. 1978)
  - Сын — Яакко[фин.] (род. 1980), финский артист.
- Жена (с 2017) — Светлана Кильюнен (Пороева).